# Bungar duhový
Bungar duhový (Bungarus flaviceps) je jedovatý had z čeledi korálovcovití (Elapidae) a rodu bungar (Bungarus), jenž se vyskytuje v jihovýchodní Asii. Druh popsal dánský herpetolog Johannes Theodor Reinhardt roku 1843.

## Popis
Bungar duhový je robustní had, dosahuje maximální délky až 2,1 m. Tělo je v průřezu trojúhelníkovité, s relativně krátkým ocasem a velkou hlavou, kterou lze zřetelně odlišit od krku. Hlavu zakončuje tupý čenich. Oči jsou relativně malé.
Zbarvení těla je černé nebo modročerné, s bělavými spodními partiemi. Šupiny podél hřbetní linie utvářejí patrný hřeben, přičemž u některých jedinců mohou být tyto šupiny nažloutlé. Typickým znakem bungara duhového je červené, někdy však oranžové nebo žluté zbarvení hlavy, části krku a zadní části těla, které tomuto druhu též vyneslo – mírně zavádějící – pojmenování. Druhové jméno flaviceps totiž v překladu z latiny znamená „žlutohlavý“, nicméně bungaři se žlutou hlavou se objevují spíše vzácně, převládající je rudé zbarvení.
Rozeznávány jsou dva poddruhy bungara duhového: nominátní poddruh B. f. flaviceps, jenž se vyskytuje v celém areálu výskytu, a poddruh B. f. baluensis, jenž se zdá být endemitní pro Sabah na Borneu. Oba poddruhy se od sebe částečně liší zbarvením, B. f. baluensis se vyznačuje černými a bílými proužky, jimiž prokládá podkladovou červenou barvu na zadní části těla.

### Vzor šupin
Hlava: jediný předoční (preokulární) štítek; 2 záoční (postokulární) štítky; 7 supralabiálních štítků (supralabiální štítky III a IV se dotýkají očnice); 6 infralabiálních štítků
Tělo: ve střední části těla 13 řad šupin; 193–236 ventrálních štítků; 42–54 podocasních (subkaudálních) štítků – ty jsou v přední části nedělené, v zadní části dělené; anální štítek je nedělený

## Výskyt a chování
Bungar duhový je had orientální oblasti, vyskytuje se od západního Thajska přes Malajský poloostrov až po Velké Sundy (Sumatra, Jáva, Borneo; výskyt na Jávě je však pochybný). Izolovaná populace přežívá na jihu Vietnamu. Bungar duhový žije nížinných a kopcovitých tropických vlhkých lesích, a to až do nadmořské výšky 1100 metrů.
Jde o nočního, suchozemského hada, jenž den tráví skrytý v listí nebo mezi stromovými kládami. Živí převážně jinými hady nebo ještěrkami, jako jsou scinkovití, které zabíjí pomocí jedovatého kousnutí. O rozmnožování bungarů duhových nebylo získáno dostatečné množství informací.

## Jed
Bungaři patří do čeledi korálovcovitých hadů, kteří jsou proslulí svými účinnými neurotoxickými jedy. Z toxikologického hlediska však není jed bungara duhového popsán příliš detailně, částečně i protože je uštknutí tímto hadem extrémně vzácné.
Studie proteomu z roku 2022 odhalila jako nejpočetnější složky jedu fosfolipázy A2 včetně letální podjednotky beta-bungarotoxinu (56,20 %), inhibitory serinových proteáz Kunitzova typu (KSPI; 19,40 %), metaloproteinázy (12,85 %) či toxin 3FTX (tzv. „tříprstový toxin“; 7,73 %). Starší studie, prováděná na třech jedincích z ostrova Sumatra, odhalila odlišné kvantitativní složení jedu, jemuž dominovaly především 3FTx (22,3 %), KSPI (19 %), acetylcholinesterázy (12,6 %) a fosfolipázy A2 (11,9 %). Složení jedu se tedy může lišit v závislosti na geografické poloze.

## Ohrožení
Mezinárodní svaz ochrany přírody (IUCN) ve svém vyhodnocení stavu ohrožení z roku 2012 považuje bungara duhového za málo dotčený druh, především v důsledku širokého areálu rozšíření, který se překrývá i s množstvím chráněných oblastí. Populace tohoto hada nejsou vystaveny žádným významným hrozbám.